# German Bowl XXIX
Der German Bowl XXIX war die 29. Ausgabe des German-Bowl-Endspiels der höchsten deutschen Footballliga, der German Football League (GFL). Er fand am 6. Oktober 2007, vor 8.152 Zuschauern, im Stuttgarter GAZi-Stadion statt. Gegenüber standen sich die Stuttgart Scorpions, die im heimischen Stadion offiziell als Auswärtsteam antraten, und die letztendlich siegreichen Braunschweig Lions.

## Spielverlauf
Das Spiel begann mit dem rund zehnminütigen Ballbesitz der Stuttgart Scorpions. Der Drive endete jedoch mit einem verschossenen Fieldgoalversuch ohne Punktgewinn. Anschließend übernahmen die Braunschweig Lions den Ball, mussten ihn jedoch, nach einem Fumble wieder abgeben. Die Stuttgarter konnten den dann folgenden Ballbesitz bis zum Ende des ersten Quarters nicht mehr in Punkte umsetzen.
Zum Beginn des zweiten Quarters kamen die Braunschweig Lions wieder in Ballbesitz und nutzen diesen dann auch zu einem Touchdown durch WR Olaf Fischer, mit anschließendem Extrapunkt (Point after Touchdown, PAT), zur Führung. Der folgende Ballbesitz der Scorpions war wieder ohne zählbaren Erfolg. Dafür gelang den Lions in ihrem anschließenden Ballbesitz ein weiterer Touchdown durch QB Matt Crocket mit einem 18-Yard-Lauf.
Nach der Halbzeitpause änderte sich nichts an der Dominanz der Braunschweiger Defense. Ein Safety  durch LB Andre Krüger erhöhte das Braunschweiger Punktekonto. Auch der anschließende Ballbesitz wurde durch die Braunschweiger zu einem Touchdown durch WR Jörg Heckenbach, mit anschließender 2 Point Conversion, genutzt.
Den Ballbesitz zu Beginn des vierten Quarters konnten die Stuttgarter dann nutzen und erzielten mit einem Touchdown durch QB Ira Vandever die ersten Punkte. Der anschließende Extrapoint konnte nicht erzielt werden. Die Braunschweiger nutzen nun die Spieluhr geschickt und nahmen mit ihrem nächsten Drive, der erfolgreich mit einem 44-Yard-Fieldgoal durch K Steffen Dölger endete, viel Zeit von der Spieluhr. Die verbleibende Spielzeit konnten die Scorpions nicht mehr für einen Punktgewinn nutzen.
Mit ihrem sechsten Deutschen Meistertitel zogen die Braunschweig Lions mit dem Deutschen Rekordmeister Düsseldorf Panther gleich. Mit der größeren Anzahl an Endspielteilnahmen haben die Lions damit die Panther als national erfolgreichste Mannschaft abgelöst.

## Endstand
Stuttgart Scorpions – Braunschweig Lions 6:27